# Цветни трг (пијаца)
Цветни трг била је пијаца основана у 19. веку у Београду. Друштво за улепшавање Врачара је основало ову пијацу 1884. године, тада на дубокој периферији града због чега је две године касније овде отворена и фијакерска станица. Простирала се између Улице краља Милана, Његошеве и Студеничке (некадашња М. Гарашанина, а садашња Улица Светозара Марковића).

## О пијаци
Пијаца Цветни трг била је у рукама Београдске општине као и Велика пијаца. Палилуска пијаца била је у приватним рукама друштва Милошевац. Све време је то привремена пијаца. 
Она је мала пијаца по простору, па се често продаја роба преноси на околне улице.
Плаћала се редовна пијачна такса по метру квадратном простора. На пијаци Цветни трг је била осам пута већа јер је амортизациони рок био свега 3 године, док је за остале пијаце био 24. године. Пошто је то било несразмерно у односу на друге пијаце, стопа је смањена за 40% за месарске, рибарске и млекарске радње.

Реновирана је и почиње поново да ради 10. децембра 1928. године. Имала је 21 дућан и 16 тезги. Било је 18 месарских дућана, 2 рибарска и 1 деликатесних производа. Укупна корисна површина дућана је била 427 m2.

### Производи на пијаци
Продавало се воће и поврће, месо, риба и млечни производи. Рибља пијаца је за време лета била на Дунаву код електричне централе, а зими се риба продавала на Великој пијаци и Цветном тргу.

## Занимљивости
- У Београдским општинским новинама објављено је који делови вароши су у систему чишћења. Кад је реч о Цветном тргу чисти се цео простор, заједно са делом који је под зградом.[6]
- Одношење ђубрета из кварта Врачарског, са пијаце Цветни трг је четвртком.[7]
- Објављена је казна за пиљара са Цветног трга пијаце.[8]